# Wilhelm Hamacher
Wilhelm Hamacher (* 11. Oktober 1883 in Troisdorf; † 29. Juli 1951 in Bonn) war ein deutscher Politiker der Zentrumspartei.

## Leben
Hamacher, der ein Studium der Geschichte, Erdkunde und klassischen Sprachen in Bonn und München absolviert hatte, promovierte 1911 zum Dr. phil. Bis 1920 war er als Lehrer tätig. Von 1920 bis 1933 war er Generalsekretär der Zentrumspartei des Rheinlands und von 1926 bis 1933 vertrat er zudem die Rheinprovinz im Reichsrat. In letzterer Eigenschaft protestierte er am 16. Februar 1933 gemeinsam mit den Vertretern der Provinz Westfalen (Anton Gilsing), der Provinz Hessen-Nassau (Otto Witte) und der Provinz Sachsen (Paul Weber) dagegen, dass – entgegen dem Urteil des Staatsgerichtshofes vom 25. Oktober 1932 – die von der preußischen Staatsregierung zu vertretenden Stimmen künftig durch Reichskommissare wahrgenommen werden sollten. Nach 1933 war er wieder als Lehrer tätig.
Von November 1945 bis 1949 war er Oberstudiendirektor und Direktor des Gymnasiums in Siegburg.
1945 beteiligte er sich an der Wiederbegründung des Zentrums und wurde bis 1946 auch dessen erster Bundesvorsitzender. Außerdem war er 1946 für kurze Zeit nordrhein-westfälischer Kultusminister im Kabinett von Rudolf Amelunxen und zugleich Kreisvorsitzender des Zentrums im Siegkreis. Dem Deutschen Bundestag gehörte er seit der ersten Bundestagswahl 1949 bis zu seinem Tode an.
In der Frage, ob eine interkonfessionelle Unions-Partei oder zwei (durchaus alliierte) konfessionsgebundene christliche Parteien vorzuziehen seien, hatte sich Hamacher gegen die Union ausgesprochen, weil der politische Katholizismus gegen die zahlenmäßig überlegenen Protestanten sonst in der politischen Auseinandersetzung untergehen müsse.
Hamacher wird heute für die Willfährigkeit kritisiert, mit der er 1933 als Fraktionsvorsitzender des Zentrums in Troisdorf der Zusammenarbeit mit den Nationalsozialisten zustimmte, immerhin war das Zentrum trotz aller Repressalien stärkste Kraft im Stadtrat geworden. Der Kritik wird jedoch entgegengehalten, dass die Fraktion der Zentrumspartei unter immensem Druck stand, da die Stadtverordneten von SPD und KPD schon verhaftet waren und auch den Zentrums-Abgeordneten ähnliches angedroht worden war.
Hamacher war seit 1906 Mitglied der katholischen Studentenverbindung KDStV Aenania München im CV und später noch der KDStV Ripuaria Bonn im CV. Der Wilhelm-Hamacher-Platz in seiner Heimatstadt Troisdorf ist nach ihm benannt.

## Veröffentlichungen
- Wilhelm Hamacher: Warum Zentrum? Bastion Verlag, Düsseldorf 1946.
- Wilhelm Hamacher (Hrsg.): Troisdorf im Spiegel der Zeit : Beiträge zur Heimatkunde. Jubiläumsschrift zum 50jährigen Bestehen der selbständigen Gemeinde Troisdorf. Verlag F. Schmitt, Siegburg 1950.